# Rózsapatak
Rózsapatak falu Romániában, Máramaros megyében.

## Fekvése
Máramaros megyében, Kápolnokmonostortól keletre fekvő település.

## Nevének eredete
Neve egykor Dragomerfalva volt, nevét egykori tulajdonosáról Dragomertől kapta.

## Története
Először 1384-ben említik az oklevelek Dragomirfalva néven, később Riusor (Rusor) nevet kapott, melynek jelentése vizek közt[forrás?]. 
Rusor 1528-ban keletkezett.Egy ez évi keltezésű oklevél szerint özv. Drágffy Jánosné Drugeth Katalin az ekkor még Dragomérfalvának nevezett Rusort Dragomér Jánosnak és utódainak adományozta.
1528-ban Dragumerfalwa, 1609-ben Dragamerfalva, 1667-ben Rusor, 1784-ben Russor, 1830-ban Rusor, 1890-ben Rózsapatak néven szerepelt.
1553-54-ben Drágffy György birtokának írták.
1556-ban Izabella királyné Drágffy György magtalan halála után Báthory Györgynek, Báthory Annának és Istvánnak adományozta.
1565-ben Báthory György fellázadt I. Miksa császár ellen, de a lázadást leverték, s feje váltságául Kővárt, s annak tartozékait, Dragomérfalvával együtt Beregszói Hagymási Kristófnak adományozta.
1583-ban Báthory Dragomérfalvát a kapniki ezüstbányászat céljából 2 évre, majd 1585-ben 12 évre báró Herbeinstein
Feliciánnak adta haszonbérbe.
1591-ben a fejedelem Herbveinstein Felicián halála után a haszonbért Herbeinstein örököseivel is 6 évre megújították.
1650-ben mint Kővár tartozéka fordult elő.
1683 és 1784 között a Kornis család és más nemesek birtoka volt.
1820-ban a királyi kincstár részére úrbéri kárpótlást utaltak ki.
1898-ban (Rusor) Rózsapatak birtokosai a Petrován, Drágomir, Kina és Timbus családok voltak.

## Nevezetességek
- Görögkatolikus temploma – 1882-ben épült, Szent Demeter tiszteletére szentelték fel.